# Gregor Mendel
Gregor Johann Mendel (Hynčice, 20 luglio 1822 – Brno, 6 gennaio 1884) è stato un biologo, matematico e abate agostiniano ceco di lingua tedesca, considerato il precursore della moderna genetica per le sue osservazioni sui caratteri ereditari.

## Biografia

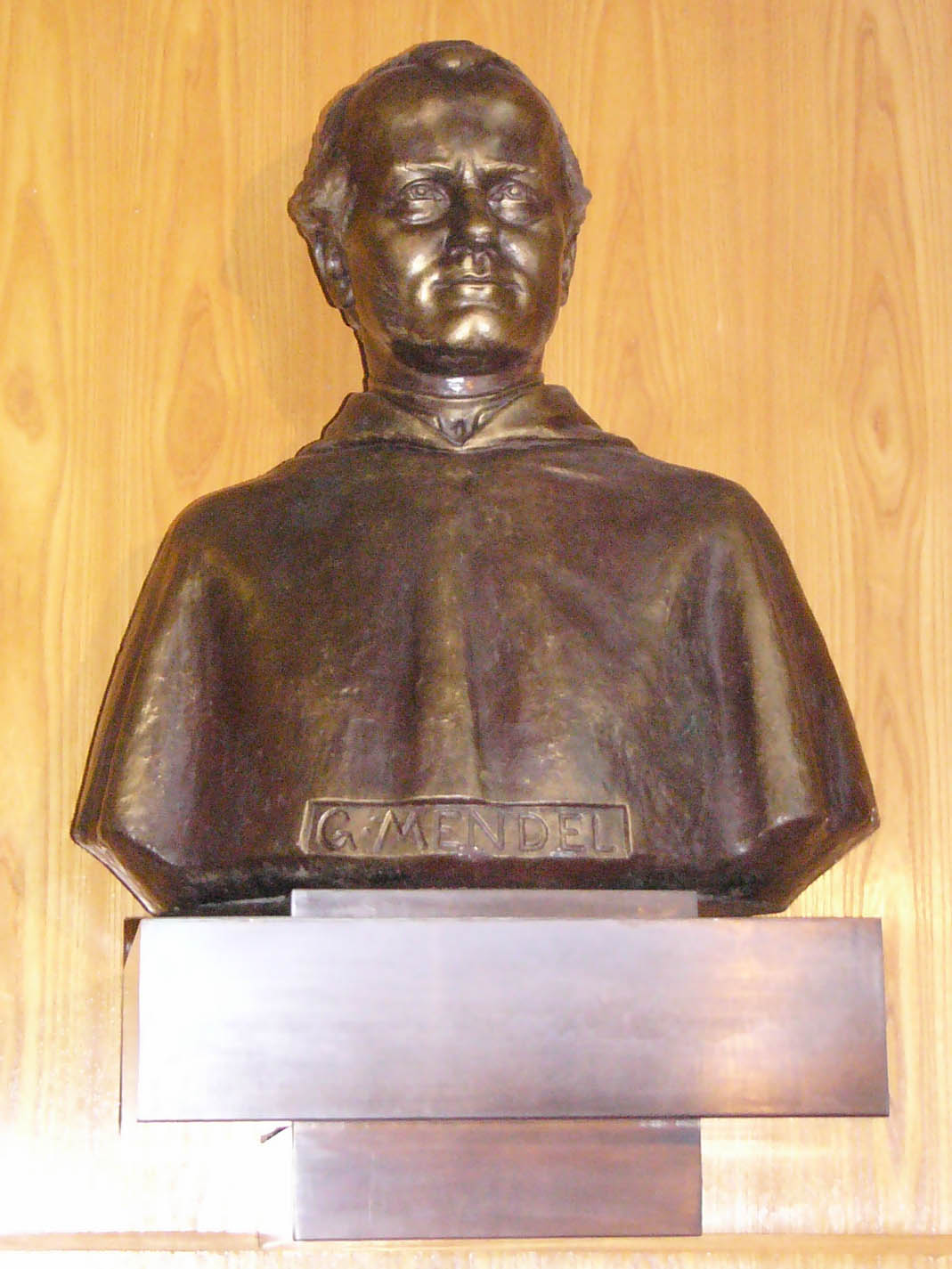
Busto di Mendel alla Università Mendel, Repubblica Ceca

### Infanzia e giovinezza
Gregor Johann Mendel aveva due sorelle, una maggiore, Veronika e una minore, Theresa. I suoi genitori erano Anton Mendel e Rosine Schwirtlich, contadini di Hynčice, in Moravia, Repubblica Ceca, ai tempi chiamata Heinzendorf e facente parte dell'Impero asburgico.
Nell'adolescenza lavorò come giardiniere e apicoltore e si iscrisse al ginnasio di Troppau (oggi Opava), che frequentò con una interruzione di circa quattro mesi per problemi di salute. Nel 1840 si iscrisse ad un istituto filosofico di Olmütz (oggi Olomouc). La permanenza nella nuova città risultò difficile, in quanto era privo di denaro, lontano dalla famiglia e dalla casa ed era ostacolato dalla sua fragile salute. La sorella Theresia gli finanziò gli studi con la sua dote; Gregor ricambiò in seguito, aiutandola economicamente per i suoi tre figli

### Vocazione religiosa e studi universitari
Nel 1843 Mendel fece ingresso nell'Abbazia di San Tommaso a Brno, accolto dai frati agostiniani e dall'abate Cyrill Napp. Il monastero privilegiava l'impegno accademico alla preghiera, dato il fatto che lo studio era considerato la più alta forma di orazione. Ciò costituiva un vantaggio per Mendel: lì poteva finalmente dedicarsi allo studio delle sue discipline preferite (matematica, botanica, meteorologia) e, in un clima di maggiore libertà economica, si laureò sia in biologia sia in matematica.
Il 6 agosto 1847 Mendel fu ordinato sacerdote. Nel 1849 cominciò a insegnare in una scuola media a Znaim (odierna Znojmo, Repubblica Ceca): nella città si sottopose all'esame per diventare professore, che superò solo dopo numerosi fallimenti e bocciature. Nel 1851, quando l'abate Napp gli concesse la possibilità di iscriversi all'Università imperiale di Vienna, Mendel divenne quasi subito assistente all'istituto di fisica, ruolo riservato agli studenti migliori.
Nel 1853 Mendel conobbe Andreas von Ettingshausen e Franz Unger, l'influenza dei quali fu determinante per lo sviluppo del suo esperimento sui piselli odorosi: il primo gli spiegò la teoria combinatoria, il secondo le tecniche più avanzate di impollinazione artificiale.

### Scoperte e pubblicazioni
Dopo anni trascorsi a Vienna, nel luglio del 1853 Mendel tornò al monastero come professore, principalmente di discipline scientifiche, tra quali fisica, matematica e biologia. Lì sviluppò le sue doti di ricercatore e scienziato, fondamenti della sua attività futura nel monastero di Brno. Mendel amava dedicarsi alla meteorologia (pubblicò diversi lavori al riguardo) e all'orto dell'abbazia, dove scoprì le caratteristiche variabili delle piante, svelando dopo molti anni di lavoro i meccanismi dell'ereditarietà. Gregor Mendel, oggi conosciuto come il "padre della genetica moderna", per compiere i suoi esperimenti coltivò e analizzò durante i sette anni di esperimenti circa 28 000 piante di piselli; successivamente impegnò un biennio per elaborare i suoi dati, che portarono a tre generalizzazioni che divennero in seguito famose come leggi dell'ereditarietà di Mendel.
Nell'inverno 1865 Mendel ebbe l'occasione di esporre il lavoro di una vita a un pubblico di circa quaranta persone, tra cui biologi, chimici, botanici e medici, in due conferenze tenute rispettivamente l'8 febbraio e l'8 marzo, ma nessuno riuscì né a seguire né a comprendere il suo lavoro. L'anno successivo pubblicò il proprio lavoro dal titolo Esperimenti sull'ibridazione delle piante, facendone stampare quaranta copie che inviò agli scienziati più famosi d'Europa, per invitarli alla verifica della sua grande scoperta mediante ulteriori esperimenti. Questa poteva essere l'occasione del suo tanto atteso e desiderato riconoscimento, ma l'unico che si interessò al suo operato fu il professore universitario di botanica di Monaco Karl Wilhelm von Nägeli, col quale rimase in contatto per molto tempo.

### Gli ultimi anni e la morte
Negli ultimi anni di vita, benché amareggiato dai fallimenti professionali (non riuscì più a riprodurre lo stesso rapporto statistico con altre piante) e personali, Mendel non perse mai il proprio umorismo né l'amore per i nipoti, due dei quali, grazie al suo aiuto economico, riuscirono a laurearsi in medicina.
Investito del ruolo di abate, dovette inoltre impiegare tutte le proprie forze in una dura lotta contro il governo austriaco, che per ridurre il proprio dissesto finanziario aveva emanato una legge che imponeva ingenti tasse ai monasteri. Mendel la riteneva così ingiusta da indursi a scrivere lunghe lettere in cui spiegava perché si rifiutava di pagarle. A causa di ciò venne gradualmente isolato: prima dai suoi amici e poi dalla comunità. Il 6 gennaio 1884 Gregor Mendel morì di nefrite acuta. Riposa oggi nel cimitero centrale di Brno.
Col permesso degli Agostiniani di Roma e di Praga, nel 2022 le sue spoglie mortali sono state riesumate per effettuare un test del DNA che ha evidenziato la presenza del diabete, problemi cardiaci, malattie renali e di un gene che è stato associato all'epilessia e a problemi neurologici, che gli causarono per tutta la vita gravi esaurimenti nervosi.

## Leggi di Mendel
Secondo le leggi di Mendel si definiscono i modelli ereditari a cui sono sottoposti i singoli geni contenuti nei cromosomi nucleari. Nell'eredità mendeliana ciascuno dei due genitori contribuisce ad ognuno dei due possibili alleli per ogni gene, e se conosciamo il genotipo di entrambi i genitori, le leggi di Mendel ci permettono di determinare la distribuzione fenotipica attesa della prole. Ci sono molti casi in cui le proporzioni dei fenotipi osservate nella progenie non corrispondono ai valori attesi.
Le leggi di Mendel si applicano solo a caratteri in cui il fenotipo deriva dall'espressione di un singolo gene (come appunto i caratteri esaminati dall'abate), non si possono applicare per caratteri dovuti all'interazione tra molti geni e all'ambiente esterno (es. altezza, vigore, forza, produzione, capacità cognitive, ecc); di questi si parla nella genetica quantitativa o metrica.

### Esperimenti di Mendel
Mendel condusse i suoi esperimenti su piante di pisello Pisum sativum presso l'orto dell'abbazia. Scelse piante di pisello che si riproducevano per autoimpollinazione, quindi ogni pianta figlia era identica alla pianta da cui aveva avuto origine: tale condizione viene descritta come linea pura.
Successivamente divise le piante di pisello da linea pura secondo alcune caratteristiche. Nello specifico scelse:
1. Colore dei fiori: viola (dominante) o bianco (recessivo);
2. Colore dei semi: giallo (dominante) o verde (recessivo);
3. Aspetto esteriore del seme: liscio (dominante) o rugoso (recessivo);
4. Colore del baccello: verde (dominante) o giallo (recessivo);
5. Forma del baccello: liscio (dominante) o strozzato (recessivo);
6. Lunghezza dello stelo: lungo (dominante) o corto (recessivo);
7. Posizione del fiore: assiale (dominante) o terminale (recessivo).

Tagliando gli stami di piante a fiori viola e trasportando con un pennellino il polline sullo stimma di piante a fiori bianchi, riuscì ad impedire l’autoimpollinazione e ottenere un incrocio tra le linee pure "fiore bianco" e "fiore viola". Dai semi prodotti da queste piante ottenne solo piante che avevano fiori viola; Mendel ipotizzò che il carattere "fiore viola" fosse dominante rispetto a "fiore bianco". Definì, quindi, generazione parentale (P) la prima linea impollinata artificialmente, mentre la prima generazione di piante tutte a fiore viola viene venne definita prima generazione filiale (F1). Il monaco osservò che incrociando tra loro le piante della prima generazione filiale (F1), otteneva una seconda generazione filiale (F2) in cui ricomparivano fiori bianchi. Mendel effettuò ulteriori numerosi esperimenti ed incroci utilizzando altre caratteristiche delle piante di pisello, consentendo di definire alcune regole sulla loro trasmissione, note come leggi di Mendel
I risultati ottenuti da Mendel dipendono dal fatto che incrociando le linee pure di piselli a fiore bianco o viola otteneva degli ibridi che contenevano le informazioni genetiche sia del fiore bianco sia del fiore viola, perché il carattere dominante "fiore viola" aveva prevalso sul carattere recessivo "fiore bianco". Quindi dall'unione di due fiori viola e bianco, omozigoti di linea pura, aveva ottenuto (nella prima generazione F1) tutti fiori eterozigoti viola.
In genetica, le caratteristiche osservabili delle piante di pisello utilizzate da Mendel per gli incroci (seme liscio o rugoso, fiore viola o bianco) vengono definite carattere, mentre la specifica espressione studiata per quel carattere viene chiamata tratto (esempio colore bianco del fiore).
Si definisce carattere dominante il tratto che viene fenotipicamente espresso se presente anche solo in un allele; si definisce carattere recessivo il tratto che per essere espresso ha necessità di essere espresso in entrambi gli alleli. Per esempio, nell'uomo sono presenti 44 autosomi, 22 di origine paterna e 22 di origine materna, questo vuol dire che per un determinato prodotto genico abbiamo l'allele del cromosoma di provenienza paterna e quello di provenienza materna.
Avremo una determinata espressione fenotipica a seconda che gli alleli siano omozigoti (ovvero presentino la stessa informazione) oppure siano eterozigoti (cioè portino informazioni diverse). In caso di alleli omozigoti si avrà con certezza l'espressione genica per cui quell'allele è predisposto. In caso di informazione patologica, avere l'espressione su entrambi gli alleli (omozigosi) determina un quadro clinico peggiore rispetto ai soggetti che hanno il tratto patologico in eterozigosi.
Tornando all'esempio dei piselli di Mendel, lui aveva iniziato da piselli provenienti da linee pure; quindi, i piselli con fiore viola avevano due alleli veicolanti l'informazione fiore viola, mentre quelli con fiore bianco avevano due alleli omozigoti per l'informazione fiore bianco. Incrociando le generazioni parentali "fiore bianco" e "fiore viola", caratterizzate dall'essere linee pure, Mendel ottenne degli ibridi, perché formati da cromosomi con informazione fiore viola oppure bianca. Incrociando i cromosomi della pianta con fiore bianco con quelli di una pianta con fiore viola, si ottengono degli ibridi in cui sono presenti in eterozigosi entrambi i caratteri. Verrà espresso in tutti i fiori il colore viola perché dominate rispetto al genotipo bianco.
Per determinare la possibilità con cui si manifestano i fenotipi, possiamo usare il quadrato di Punnet. In questo diagramma, si usa una lettera minuscola per i caratteri recessivi (per esempio "a"), mentre si usa una lettera maiuscola per quelli dominati (per esempio "A"). Si pone la descrizione del genotipo di un genitore sul lato alto orizzontale del quadrato mentre quello del genitore opposto si scrive sul lato sinistro verticale del quadrato.
Nella prima generazione filiale (F1) tutte le piante sono degli ibridi perché hanno un allele che esprime il colore bianco ed un allele che esprime il colore viola (eterozigosi), tuttavia tutte le piante così ottenute avranno la caratteristica di avere fiori viola perché questo carattere è dominate.
|                             |   | RR (fiore viola omozigote) |    |
|                             |   | R                          | R  |
| bb (fiore bianco omozigote) | b | Rb                         | Rb |
| bb (fiore bianco omozigote) | b | Rb                         | Rb |

Nella seconda generazione filiale (F2) le cose si complicano leggermente, in quanto ogni pianta ha il carattere colore del fiore espresso in eterozigosi; sono infatti presenti sempre un allele colore viola ed uno colore bianco. In questo caso può essere ceduto tramite processo di meiosi o l'allele con il colore bianco o quello con il colore viola. Possiamo ritrovare, quindi, la condizione in cui le due piante genitrici (P) cedono entrambe il colore bianco; pertanto, la nuova pianticella avrà il colore recessivo bianco espresso in entrambi gli alleli (omozigosi) e quindi l'espressione fenotipica sarà quella di avere solo fiori bianchi. In questo caso avremo il 25% di avere un fiore bianco con tratto "fiore bianco" espresso in omozigosi, il 50% di avere un fiore viola espresso in eterozigosi ed il 25% di probabilità di avere un "fiore viola" espresso in omozigosi. Possiamo anche dire che avremo la probabilità di avere un fiore bianco in omozigosi pari ad 1 su 4, di avere un fiore viola espresso in eterozigosi pari a 2 possibilità su 4 ed infine di avere 1 possibilità su 4 di avere un fiore viola espresso in omozigosi.
|                              |   | Rb (fiore rosso eterozigote) |    |
|                              |   | R                            | b  |
| Rb (fiore rosso eterozigote) | R | RR                           | Rb |
| Rb (fiore rosso eterozigote) | b | Rb                           | bb |

Le possibili combinazioni sono:
- RR (fiore rosso omozigote).
- Rb (fiore rosso eterozigote).
- Rb (fiore rosso eterozigote).
- bb (fiore bianco omozigote).

Da queste osservazioni, Mendel formulò le leggi che portano il suo nome.

### Prima legge o legge della dominanza dei caratteri
Mendel riuscì a dimostrare che incrociando due linee pure diverse per un solo carattere (ad esempio il colore dei fiori) otteneva solo piante ibride caratterizzate dall'avere un allele con informazione "fiore viola" e l'altro allele "fiore bianco". Tuttavia, nella prima generazione filiale F1 veniva espresso solo il carattere dominante mentre il carattere recessivo non veniva mai espresso. Il carattere recessivo ricompare solo in F2 con una percentuale pari al 25%.
Secondo la legge della dominanza (o legge dell'omogeneità di fenotipo), gli individui nati dall'incrocio tra due individui omozigoti che differiscono per una coppia allelica avranno il fenotipo dato dall'allele dominante. Con significato più ampio rispetto al lavoro di Mendel, può essere enunciata come legge dell'uniformità degli ibridi di prima generazione. Essa ammette due eccezioni: codominanza e dominanza incompleta.
- La codominanza si presenta quando entrambi gli alleli, essendo dominanti, si manifestano insieme. Ad esempio, nel sangue gli alleli sono A, B e 0. Se un bambino nasce da due genitori entrambi con il sangue di tipo 0 avrà sangue di tipo 0 (due alleli di tipo 0, quindi 00); se i genitori sono di tipo 00 e BB o BB e BB il suo sangue sarà di tipo B (in realtà, B0 nel primo caso, BB nel secondo); se invece sono di tipo 00 e AA o AA e AA, il sangue del bambino sarà di tipo A (in realtà, A0 nel primo caso, AA nel secondo). Questo dimostra che A e B sono due fattori dominanti, perciò, se un genitore ha sangue di tipo AA, e l'altro di tipo BB, il sangue del bambino sarà di tipo AB, visto che questi fattori sono entrambi dominanti e perciò codominanti. Nel calcolo del gruppo sanguigno si deve in realtà sempre considerare la possibile presenza dell'allele 0, nascosto poiché recessivo; quindi se un genitore ha il sangue A, ma i suoi geni sono di tipo A0, e il secondo ha il sangue di tipo B, ma con geni B0, i figli possono nascere con qualsiasi gruppo sanguigno, tranne che con AA e BB (ma possono avere i gruppi AB, A0, B0 e 00).[9]
- La dominanza incompleta è un'eccezione alle leggi di Mendel e si verifica quando un allele è dominante sull'altro, ma in modo incompleto. Ne consegue che l'altro allele ha possibilità di esprimersi, anche se in misura minore rispetto all'allele dominante. Il fenotipo manifestato dall'eterozigote è un fenotipo intermedio tra quelli dei due omozigoti (dominante e recessivo).[9]

### Seconda legge o legge della segregazione
La legge della segregazione stabilisce che, durante la generazione della prole, una coppia di alleli associati a uno stesso gene si separa di modo che una metà dei gameti porti un allele e l'altra metà l'altro allele.
La seconda legge dimostra che durante la segregazione meiotica viene trasmesso ai gameti uno dei due alleli presenti nel genotipo individuale. Con la formazione dello zigote avremo di nuovo l'appaiamento dei cromosomi di origine paterna e materna; quindi, potremo avere alleli per un dato carattere uguali (omozigosi) oppure diversi (eterozigosi). È anche possibile stimare con quale probabilità un determinato carattere ricorrerà nella prole. Se prendiamo ad esempio il genotipo "aA" e questo è presente in entrambi i genitori avremo che il 25% della generazione filiale avrà il genotipo "AA", il 25% avrà il genotipo "aa", mentre il 50% avrà il genotipo "aA".
Se invece abbiamo genitori con genotipo "AA" e l'altro con genotipo "aA" avremo che il 50% dei figli ha il genotipo "AA" ed il restante 50% ha il fenotipo "aA", tuttavia se il carattere "A" è dominante rispetto ad "a" avremo in tutti i figli l'espressione fenotipica "A" (100%).

### Terza legge o legge dell'assortimento indipendente
Per formulare la terza legge Mendel osservò due caratteri indipendenti come ad esempio colore del fiore e aspetto esterno dei semi (pisello liscio o rugoso). Da queste osservazioni trasse la conclusione che i caratteri possono combinarsi in tutti i modi possibili; ad esempio fiore viola seme liscio, fiore viola seme rugoso, fiore bianco seme liscio, fiore bianco seme rugoso.
Questo è dovuto al fatto che l'allele seme rugoso può essere presente in un determinato cromosoma, mentre il carattere colore del fiore può essere presente in un cromosoma diverso. Con la formazione dello zigote si può avere la presenza di un due cromosomi colore del fiore e due cromosomi aspetto del seme. Si può quindi avere un carattere dominate ereditato dal padre per una determinata espressione e contemporaneamente l'espressione di un carattere diverso presente su un allele ereditato da un cromosoma di origine materna; "due caratteri indipendenti assortiscono indipendentemente l'uno dall'altro".
La legge dell'assortimento indipendente determina che, durante la formazione dei gameti, la segregazione di una coppia di alleli è indipendente dalla segregazione di una coppia di alleli appartenenti a un altro locus (ossia di un altro gene).

### Legge della allelia multipla
La legge di allelia multipla ricorre quando a un solo carattere fenotipico corrispondono più di due alleli dello stesso gene. In quanto gli alleli del medesimo gene occupano sempre loci uguali di cromosomi omologhi, che si trovano solo negli organismi diploidi e sempre in numero di due, non dovrebbe esistere più di una coppia di alleli per ogni gene; in realtà ciò è possibile grazie alle mutazioni genetiche, che intervengono a modificare le caratteristiche di un allele già esistente tramutandolo in una nuova versione, di poco differente dalla prima, dello stesso gene. Il contrario dell'allelia multipla è la pleiotropia, definita come la capacità di un singolo gene di influenzare più caratteri diversi; simile all'allelia multipla è invece l'eredità poligenica, per la quale uno stesso carattere è influenzato da più alleli appartenenti però anche a geni diversi e non necessariamente allo stesso.

## Malattie mendeliane
Si definiscono malattie mendeliane le patologie causate da mutazioni di un singolo gene. La mutazione può essere trasmessa alla generazione successiva. Le modalità di trasmissione sono determinate dalle tre leggi di Mendel.
Grazie agli esperimenti di Mendel oggi definiamo le malattie ereditarie: autosomiche dominanti, autosomiche recessive e autosomiche legate al sesso (X linked).

### Malattie autosomiche dominanti
Le malattie autosomiche dominanti sono condizioni in cui è sufficiente avere un solo allele mutato per avere l'espressione della malattia. In pratica, il soggetto eredita da un genitore un allele sano, mentre dall'altro acquista un allele portatore di mutazione. In questa condizione l'allele mutato è dominante rispetto all'allele sano, pertanto si avrà l'espressione dell'alterazione fenotipica.
Per le malattie autosomiche dominati valgono le seguenti regole:
- Un individuo affetto ha almeno uno dei due genitori affetto. Sono escluse da questa regola le mutazioni insorte de novo (per esempio, l'acondrodisplasia). Se la mutazione è ereditata da entrambi i genitori, entrambi affetti e portatori tutti e due di un allele mutato trasmesso al figlio (malattia autosomica dominate in omozigosi), questi avrà un'espressione più grave rispetto al soggetto che ha ereditato un solo allele dominate (malattia autosomica dominante in eterozigosi). Alcune malattie autosomiche dominanti sono incompatibile con la vita se ereditate in omozigosi (per esempio, la sindrome di Marfan).
- Vengono colpiti in egual modo i figli maschi e le femmine, essendo una malattia autosomica non riguarda i cromosomi sessuali (X,Y).
- I figli sani di un genitore affetto non trasmettono la malattia alla prole in quanto non hanno ereditato l'allele mutato.
- Un genitore portatore di mutazione dominate su un solo allele (eterozigosi) ed un genitore sano, hanno la possibilità di trasmettere la mutazione e quindi la malattia al 50% dei figli indipendentemente dal fatto che questi siano maschi o femmine. Il rischio di avere un figlio affetto del 50% permane per ogni gravidanza; pertanto, il rischio rimarrà costante per tutta la vita riproduttiva della coppia. Non deve essere confuso con il fatto che se una coppia ha due figli solo uno potrà essere colpito dalla malattia mentre l'altro sarà sicuramente sano.

L'albero genealogico di una famiglia in cui sia presente una mutazione autosomica dominante mostra una trasmissione verticale, ovvero la mutazione viene ereditata dalla generazione precedente e trasmessa a quella successiva, vale la regola che un individuo affetto ha almeno un genitore con la stessa anomalia. Il genitore con anomalia può trasmettere la mutazione al 50% dei figli.

### Malattie autosomiche recessive
Le malattie autosomiche recessive si caratterizzano per avere la necessità di avere la mutazione presente su entrambi gli alleli per esprimere il fenotipo patologico. Nel caso sia presente un solo allele mutato, il soggetto, si definisce portatore.
Generalmente i soggetti portatori non presentano segni caratteristici della malattia oppure possono mostrare segni estremamente sfumati. Per esempio, i soggetti portatori di tratto per beta talassemia hanno un volume cellulare medio dei globuli rossi diminuito.
I soggetti portatori (con un solo allele mutato) possono trasmettere la condizione di portatore ai figli, che non saranno mai malati, anche se l'altro genitore non presenta alleli mutati.
In caso di genitore portatore di una mutazione monoallelica e altro genitore sano, la possibilità di trasmettere la condizione di portatore ai figli è del 50%. In questa condizione non si hanno mai figli malati. In caso di genitori entrambi portatori di mutazione monoallelica (tutti e due i genitori sono portatori sani) possiamo avere il 25% di avere un figlio sano, il 25% di avere un figlio malato (mutazione presente su entrambi gli alleli perché ereditata da entrambi i genitori) e la possibilità di avere un figlio portatore è del 50%.
In caso di genitori entrambi affetti (tutti e due i genitori hanno entrambi gli alleli mutati) avremo che tutti i figli sono malati.
La possibilità di trasmettere una malattia autosomica recessiva non dipende dal sesso del nascituro e saranno colpite in egual modo sia maschi che femmine.
È possibile osservare dei salti generazionali in quanto un genitore affetto può generare un figlio portatore della mutazione in eterozigosi che, quindi, non presenta la malattia. Il soggetto portatore può unirsi con un'altra persona che presenta la mutazione su un solo allele pertanto i loro figli avranno il 50% di possibilità di nascere affetti ovvero di aver ereditato la mutazione da entrambi i genitori.
La trasmissione delle mutazioni autosomiche recessive è visibile negli alberi genealogici con una modalità che viene detta orizzontale.

### Malattie autosomiche legate al sesso (X linked)
Le malattie autosomiche legate al sesso sono alterazioni genetiche presenti sul cromosoma X. Queste malattie si manifestano quasi esclusivamente nei maschi, mentre le femmine sono protette dalla presenza di una coppia di cromosomi X.
I maschi, avendo un cariotipo 46,XY non hanno la possibilità di recuperare informazioni presenti sul cromosoma X che sono andate perse o sono state danneggiate; le femmine, al contrario, avendo una coppia di cromosomi X (46,XX) in caso di danno ad uno dei due cromosomi X riescono a tradurre l'informazione dall'altro cromosoma presente.
Le femmine non manifestano mai la malattia, ma possono essere portatrici della mutazione e trasmetterla ai figli maschi. La madre che ha una mutazione su un cromosoma X non presenterà il quadro fenotipico grazie alla presenza dell'altro cromosoma X, tuttavia durante la gametogenesi potrà cedere il cromosoma X con la mutazione presente. In caso lo zigote sia maschio avrà sicuramente ereditato il cromosoma Y dal padre, pertanto avrà un cariotipo 46, X con mutazione ed Y.
Al contrario se lo zigote è femmina, anche se eredita il cromosoma X mutato dalla madre, erediterà un cromosoma X sano di origine paterna, in questo caso non si avrà l'espressione di malattia, ma la femmina continuerà ad essere portatrice, replicando la stessa possibile modalità di trasmissione alla prole.
Tradizionalmente si tende a classificare queste malattie in recessive (la stragrande maggioranza) e dominati. Molto spesso le malattie X linked dominanti sono incompatibili con la vita nel maschio, mentre possono essere tollerate nella femmina, in questi casi si ha un'espressione fenotipica variabile.
Alcune patologie recessive possono dare una debole espressione nelle femmine, di solito quando la mutazione è ereditata sia dal padre che dalla madre, ovvero è presente in omozigosi.
Altro esempio in cui la mutazione può esprimersi anche nelle femmine è legato alla lyonizzazione. Nelle femmine esiste una doppia linea cellulare in quanto in ogni cellula viene silenziato in maniera casuale o il cromosoma X di origine paterna o quello di origine materna. Nelle cellule in cui è attivo il cromosoma mutato e silenziato quello normale possiamo avere una limitata espressione della mutazione.
Per quanto riguarda la trasmissione alla prole è utile ricordare che una femmina portatrice ed un maschio sano hanno il 50% di avere figli maschi affetti per ogni gravidanza. In caso il feto sia femmina si ha il 50% di possibilità che questa sia portatrice ed il 50% di avere una femmina sana non portatrice.
Per quanto riguarda il caso che la mutazione sia presente nel padre e la femmina sia sana, questo innanzitutto presenterà l'alterazione fenotipica, ovvero sarà affetto. I figli maschi saranno tutti sani non portatori di nessuna mutazione. Questo è dovuto al fatto che il padre cederà obbligatoriamente ai figli maschi un cromosoma Y mente la madre obbligatoriamente un cromosoma X. Avendo il padre una mutazione del cromosoma X questo non verrà mai trasmesso ai figli maschi.
In caso di figlia femmina con padre affetto e madre sana, si avrà il 100% di possibilità che la femmina sia portatrice in quanto erediterà obbligatoriamente il cromosoma X mutato dal padre, ed un cromosoma X non mutato dalla madre.

## Il contributo scientifico

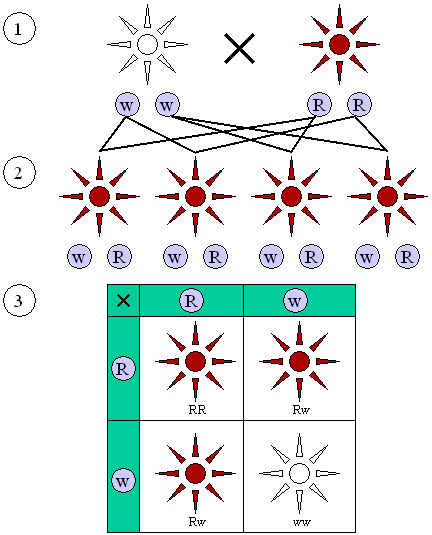
Fenotipi dominanti e recessivi. (1) Generazione parentale. (2) Generazione F1. (3) Generazione F2.

Il fondamentale contributo di Mendel è di tipo metodologico: egli applica per la prima volta lo strumento matematico, in particolare la statistica e il calcolo delle probabilità, allo studio dell'ereditarietà biologica. Il concetto innovativo da lui introdotto affermava che alla base dell'ereditarietà vi sono agenti specifici contenuti nei genitori, al contrario di quanto sostenuto all'epoca. Non si può parlare ancora di genetica ma, trentacinque anni dopo, l'olandese Hugo de Vries, il tedesco Carl Correns e l'austriaco Erich von Tschermak, dopo essere giunti alle stesse conclusioni del monaco della Slesia, si accorsero della sua opera e gli riconobbero il merito. Così, nel 1900, l'opera di Mendel riuscì ad avere il ruolo che le corrispondeva nella storia della scienza. La scienza dell'ereditarietà ricevette il nome di genetica nel 1906 per opera di William Bateson; il termine "gene" fu introdotto ancora più tardi, nel 1909, da Wilhem Johansen.
Mendel, dopo sette anni di selezione, identificò sette "linee pure": sette varietà di pisello che differivano per caratteri estremamente visibili (forma del seme: liscio o rugoso; colore del seme: giallo o verde; forma del baccello: rigonfio o grinzoso; colore del baccello: giallo o verde; posizione dei fiori: lungo il fusto o in cima; colore dei fiori: bianco o rosa; lunghezza dei fusti: alti o bassi). Proprio le caratteristiche di tale pianta (Pisum sativum) si prestavano particolarmente allo studio, unitamente a un semplice sistema riproduttivo, grazie al quale il monaco poteva impollinare a piacimento i suoi vegetali. Operò con un vastissimo numero di esemplari, perché sapeva che le leggi della probabilità si manifestano sui grandi numeri.
Mendel prese due varietà di piante di pisello completamente diverse, appartenenti alle cosiddette linee pure (ovvero quelle nelle quali l'aspetto è rimasto costante dopo numerose generazioni), una con buccia liscia e una con buccia rugosa, e iniziò a incrociarle per caratteri specularmente diversi: ad esempio, una pianta a fiori rossi con una pianta a fiori bianchi. Notò che la prima generazione filiale (detta anche F1) manifestava soltanto uno dei caratteri delle generazioni parentali (detta anche P) e ne dedusse che uno dei due caratteri doveva essere dominante rispetto all'altro: da questa osservazione trae origine la legge sull'uniformità degli ibridi. Incrociando poi tra loro le piante della generazione F1, Mendel osservò, in parte della successiva generazione, la ricomparsa di caratteri "persi" nella F1 e capì quindi che essi non erano realmente scomparsi, bensì erano stati "oscurati" da quello dominante. Osservando la periodicità della seconda generazione filiale, o F2, (tre esemplari mostrano il gene dominante e uno il gene recessivo) Mendel portò le scoperte ancora più avanti:
- L'esistenza dei geni (detti da lui caratteri determinanti ereditari);
- I fenotipi alternativi presenti nella F2 sono definiti da forme diverse dello stesso gene: tali forme sono chiamate alleli;
- Per dare origine alla periodicità della F2, ogni tipo di gene deve essere presente, nelle piante di pisello adulte, con due coppie per cellula, che si segregano al momento della produzione dei gameti.

## Opere

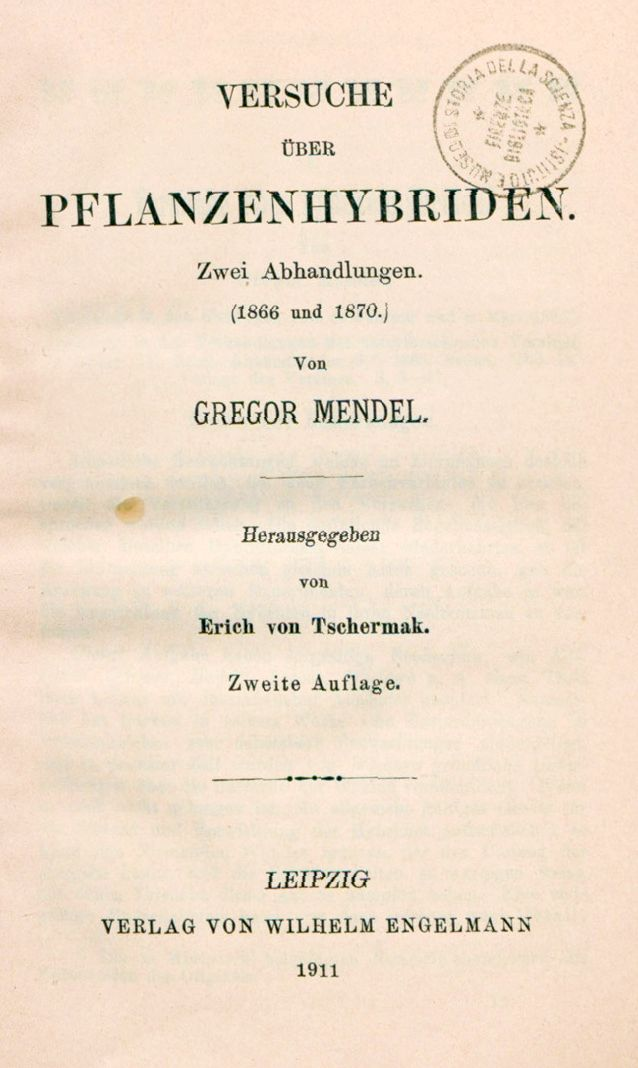
Versuche über Pflanzen-hybriden, 1911

- Saggio sugli ibridi vegetali, Mendel, 1866.
- Gregor Mendel, Le leggi dell'ereditarietà, a cura di Alessandro Minelli, Mimesis, Sesto San Giovanni, 2014.
- Saggio su alcuni incroci di Hieracium ottenute da fecondazione artificiale, Mendel, 1869.
- (DE) Versuche über Pflanzen-hybriden, Leipzig, Wilhelm Engelmann, 1911.